# Lindenberg (Kleinkahl)
Der Lindenberg ist ein 465 m ü. NHN hoher Berg im Spessart im bayerischen Landkreis Aschaffenburg und im hessischen Main-Kinzig-Kreis in Deutschland.

## Geographie
Der Lindenberg liegt zwischen dem Kahlgrund und dem Tal der Bieber. Etwas nördlich des Gipfels verläuft die Landesgrenze zwischen Bayern und Hessen. Der Berggipfel selbst liegt auf dem Gemeindegebiet von Kleinkahl (Gemarkung Huckelheim) im ehemaligen gemeindefreien Gebiet Huckelheimer Wald. Von dort erstreckt sich ein langer Spornberg nach Südosten in das Tal der Kahl, der einen 400 m hohen, ebenfalls Lindenberg genannten Nebengipfel hat. Dieser liegt teils auf Großkahler Gemarkung. Westlich und östlich dieses vorgelagerten Berges verlaufen die Täler von Habersbach und Lindenbach. Südwestlich davon liegt im Kahltal der Wesemichshof. An den nördlichen Berghängen des Hauptgipfels entspringt der Kleine Roßbach. Der Lindenberg geht im Nordwesten flach zum Gaiersberg (475 m) über. Nach Südosten ist er über den Glasberg genannten Sporn mit der Kapuzinerspitze (421 m) verbunden. Nördlich des Lindenberges liegt im Biebertal das Dorf Roßbach.
Über den Lindenberg führt der historische Handelsweg Birkenhainer Straße.